# Acrodenta irerhi
Acrodenta irerhi Dutuit, 1976 è un rettile estinto, appartenente ai captorinidi. Visse nel Permiano superiore (circa 260 - 155 milioni di anni fa) e i suoi resti fossili sono stati ritrovati in Marocco.

## Descrizione
Tutto ciò che si conosce di questo animale è un frammento di mascella superiore, con tre file di denti conici. I denti erano lunghi e appuntiti, e differiscono da quelli di tutti gli altri captorinidi noti nel tipo di impianto della dentatura. Grazie al confronto dei fossili di Acrodenta con quelli di altri captorinidi meglio conosciuti, si suppone che Acrodenta fosse un captorinide di medie dimensioni, lungo forse 40-50 centimetri. 

## Classificazione
Descritto per la prima volta nel 1976 da Dutuit, questo animale è stato inizialmente classificato come un rettile rincocefalo a causa della convinzione che le rocce in cui erano stati ritrovati i fossili risalissero al Triassico. La mascella dentata, rinvenuta nella formazione Argana nella regione di Marrakesh-Tensift-El Haouz, in Marocco, a metà strada tra le città di Argana e Timezgadouine. Nella stessa zona sono stati ritrovati fossili postcranici attribuiti a captorinidi simili a Moradisaurus. Acrodenta, il cui nome significa "denti alti" (in riferimento alla dentatura acrodonte tipica dei rincocefali), è considerato un membro dei captorinidi non particolarmente specializzato.